# 7767 Tomatic
7767 Tomatic eller 1991 RB5 är en asteroid i huvudbältet som upptäcktes den 13 september 1991 av de båda tyska astronomen Freimut Börngen och Lutz D. Schmadel vid Tautenburg-observatoriet. Den är uppkallad efter A. U. Tomatic.